# Districte regional del Gran Vancouver
El Metre Vancouver és una subdivisió administrativa de la província de Columbia Britànica, comprèn l'Àrea Metropolitana de Vancouver, i la seu de govern es localitza a Burnaby.

## Característiques generals

### Geografia
El Metro Vancouver, ocupa la part sud-oest de Columbia Britànica, comprèn la part occidental de Lower Mainland.
La superfície total del districte regional és de 2,878.52 km².

### Demografia
D'acord amb el cens de 2001, té una població d'1,986,965 habitants, gairebé la meitat de la població de tota la província.
Actualment, Estadístiques Canadà, estima una població de 2,155,880 habitants per 2005.

## Integració territorial
El Metro Vancouver, consisteix en 21 municipalitats i 1 àrea incorporada.

### Municipis
- Vila de Anmore - Pop. 1,344 (2001)
- Vila de Belcarra - Pop. 682 (2001)
- Municipalitat de Bowen Island - Pop. 2,957(2001)
- Ciutat de Burnaby - Pop. 193,954 (2001)
- Ciutat de Coquitlam - Pop. 112,890 (2001)
- Districte Municipal de Delta - Pop. 96,950 (2001)
- Ciutat de Langley Pop. 23,643 (2001)
- Districte Municipal de Langley - Pop. 86,896 (2001)
- Vila de Lions Bay - Pop. 1,379 (2001)
- Districte Municipal de Maple Ridge - Pop. 63,169 (2001)
- Ciutat de New Westminster - Pop. 54,656 (2001)
- Ciutat de North Vancouver - Pop. 44,303 (2001)
- Districte Municipal de North Vancouver - Pop. 82,310 (2001)
- Districte Municipal de Pitt Meadows - Pop. 14,670 (2001)
- Ciutat de Port Coquitlam - Pop. 51,257 (2001)
- Ciutat de Port Moody - Pop. 23,816 (2001)
- Ciutat de Richmond - Pop. 164,345 (2001)
- Ciutat de Surrey - Pop. 347,825 (2001)
- Ciutat de Vancouver - Pop. 545,671 (2001)
- Districte Municipal de West Vancouver - Pop. 41,421 (2001)
- Ciutat de White Rock - Pop. 18,250 (2001)

### Àrea electoral incorporada
- Districte Electoral Greater Vancouver A, el qual comprèn la University of British Columbia, la University Endowment Lands i Illa Barnston en el Riu Fraser.

La població del Districte Electoral A, és de 8,034 (2001).

### Reserves indígenes
També, compta amb 17 reservaciones indígenes, distribuïdes a l'àrea geogràfica del Districte Regional, subjectes a govern de les municipalitats, amb una població de 6,543 residents en 2001.
Aquestes són:
- Barnston Island 3
- Burrard Inlet 3
- Capilano 5
- Coquitlam 1
- Coquitlam 2
- Katzie 1
- Katzie 2
- Langley 5
- Matsqui 4
- McMillan Island 6
- Mission 1
- Musqueam 2
- Musqueam 4
- Semiahmoo
- Seymour Creek 2
- Tsawwassen
- Whonnock 1

## Rol administratiu
La funció principal del Metro Vancouver, és l'administració dels recursos i el desenvolupament de serveis per proveir-los a l'Àrea Metropolitana de Vancouver. Entre aquests, la planeación regional, l'aigua, el drenatge, habitatge, transport, qualitat de l'aire i parcs.

## Origen ètnic
- Europeus: 1.200.010 o 63.5%
- Xinesos: 332.560 o 17.6%
- Altres Asiàtics: 161.145 o 8.5%
- Filipins: 54.280 o 2.8%
- Grups ètnics barrejats: 44.680 o 2.3%

(Statistics Canada)

### Estatus de les minories visibles
Més d'1/3 (36.9%) dels residents del Metre Vancouver, pertanyen a minories d'acord amb el cens de 2001.
Les minories més considerables són:
- Xinesos: 17.4%
- Sudasiáticos: 8.4%
- Filipins: 2.9%
- Iranians: 1.1%
- Llatinoamericans: 1.0%
- Negres: 0.9%
- Mescles: 0.6%

Els aborígens, sumen l'1.9% de la població del Metre Vancouver.